# Tiocianato de cobre(I)
El tiocianato de cobre(I) (o tiocianato cuproso) es un polímero de coordinación de fórmula CuSCN. Es un sólido blanco estable en el aire que se utiliza como precursor para la preparación de otras sales de tiocianato.

## Estructura
Se han caracterizado al menos dos polimorfos mediante cristalografía de rayos X. Ambos presentan cobre(I) en una geometría de coordinación tetraédrica característica. El extremo de azufre del ligando SCN- es triplemente puente, de modo que la esfera de coordinación para el cobre es CuS3N.

## Síntesis
El tiocianato de cobre(I) se forma a partir de la descomposición espontánea del tiocianato de cobre(II) negro, liberando tiocianógeno, especialmente cuando se calienta.También se forma a partir del tiocianato de cobre(II) bajo el agua, liberando (entre otros) ácido tiociánico y el altamente venenoso cianuro de hidrógeno.Se prepara convenientemente a partir de soluciones relativamente diluidas de cobre(II) en agua, como el sulfato de cobre(II). A una solución de cobre(II) se le añade ácido sulfuroso y, a continuación, tiocianato soluble (preferiblemente despacio, mientras se agita). El tiocianato de cobre(I) se precipita en forma de polvo blanco.Alternativamente, puede utilizarse una solución de tiosulfato como agente reductor.

## Sales dobles
El tiocianato de cobre(I) forma una sal doble con los elementos del grupo 1, CsCu(SCN)2. La sal doble sólo se forma a partir de soluciones concentradas en las que se disuelve CuSCN. A partir de soluciones menos concentradas, el CuSCN sólido se separa, lo que refleja su baja solubilidad.Cuando se combina con tiocianato de potasio, sodio o bario, y se lleva a cristalización concentrando la solución, cristalizan sales mixtas. No se consideran verdaderas sales dobles. Al igual que ocurre con el CsCu (SNC)2, el tiocianato de cobre(I) se separa cuando se redisuelven estas sales mixtas o se diluyen sus disoluciones.

## Usos
El tiocianato de cobre(I) es un conductor de huecos, un semiconductor con una amplia separación de bandas (3,6 eV, por lo que es transparente a la luz visible e infrarroja cercana).Se utiliza en fotovoltaica en algunas células de tercera generación como capa de transferencia de huecos. Actúa como semiconductor de tipo P y como electrolito de estado sólido. Se utiliza a menudo en células solares sensibilizadas por colorantes. Sin embargo, su conductividad de huecos es relativamente baja (0,01 S-m-1). Puede mejorarse mediante diversos tratamientos, como la exposición a cloro gaseoso o el dopaje con (SCN)2.
CuSCN con NiO actúan sinérgicamente como aditivo supresor de humos en cloruro de polivinilo (PVC).
El CuSCN precipitado sobre soporte de carbono puede utilizarse para la conversión de haluros de arilo en tiocianatos de arilo.
El tiocianato de cobre se utiliza en algunas pinturas antiincrustantes.Las ventajas con respecto al óxido cuproso incluyen que el compuesto es blanco y un biocida más eficaz.